# ニューファンドランド (ドミニオン)

ニューファンドランド自治領
Dominion of Newfoundland (英語)

国の標語: Quaerite Primum Regnum Dei（ラテン語）
Seek ye first the kingdom of God（英語）国歌: Ode to Newfoundland（英語）
ニューファンドランドへの頌歌

ニューファンドランド自治領の位置

ニューファンドランド自治領（ニューファンドランドじちりょう、英語: Dominion of Newfoundland）は、現在はカナダの州であるニューファンドランド・ラブラドール州を領域として、かつて存在した半独立国である。ドミニオン（Dominion）と呼ばれるイギリス帝国（イギリス連邦）の自治領であり、1949年にカナダに併合されて消滅した。

## 概要
先住民族が長年暮らしてきたこの地は、1497年にイギリスの植民地となり、白人の入植が開始された。それから300年以上が経過した頃には、入植者たちによる自治を求める運動が活発化し、1854年に自治政府が樹立された。その後、隣接するイギリス植民地のカナダとは異なる自治領として独自路線を進み、1907年には更に自治権を高めて事実上の独立国となった。しかし、宗主国イギリスを援護するために第一次世界大戦へ参戦したことで戦費がかさみ、財政は困窮した。また、兵士として出征した多くの若者が犠牲となり、世界恐慌による世界的不景気も追い討ちとなって、ニューファンドランドは疲弊した。
1931年には、ウェストミンスター憲章が成立して自治領の独立が認められたが、国力の疲弊を回復しきれていないニューファンドランドは、この憲章を受け入れず、同じくドミニオン（自治領）であったカナダが独立国となったのに対し、ニューファンドランドは半独立国の地位に甘んじた。その後、自治政府は国内の苦境を自力で解決することを断念し、1934年に自治権を返上して、イギリスの直轄植民地に戻った。
第二次世界大戦後、再びイギリスからの独立の機運が高まったが、住民は単独での独立ではなくカナダとの統合を望んだ。1948年の6月と7月の2回に渡って行われた住民投票（en）の結果を受けて、1949年3月31日、ニューファンドランドはカナダ連邦政府に10番目の州として加わり、ニューファンドランド州となった。